# Болгария на «Евровидении»
Болгария дебютировала на международном песенном конкурсе «Евровидение» в Киеве, Украина в 2005 году. Это было самое слабое участие страны на «Евровидении» — группа «Kaffe» заняла 19 место в полуфинале конкурса, набрав 49 баллов. За первых 9 участий Болгарии удалось выйти в финал только один раз. В 2007 году её представляли Елица Тодорова и Стоян Янкулов с песней «Water». Они заняли 5 место в финале, набрав 157 баллов.
Национальные отборы в 2005 и 2009 годах сопровождались скандалами и обвинениями в коррупции. Болгария не участвовала в «Евровидении» в 2014—2015 годах по финансовым причинам.
С возвращением в 2016 году на конкурс вещатель Болгарское национальное телевидение (БНТ) изменил свой подход. Он перешёл на внутренний отбор с использованием международных фокус-групп из специалистов и поклонников «Евровидения» в качестве жюри. Кроме того, БНТ начало сотрудничать с музыкальными компаниями, которые могли быть полезны как в профессиональном, так и финансовом отношении. Сопродюсером болгарского участия стал Борислав Миланов из «Symphonix International». Такой подход дал результат. В течение следующих трёх лет страна уверенно проходила в финал и дважды попала в топ-5. Лучшим результатом стало 2 место Кристиана Костова, набравшего с песней «Beautiful Mess» 615 балов в 2017 году.
В 2019 году БНТ снова отказалось от участия в «Евровидении» из-за финансовых проблем.
После годичного отсутствия на конкурсе страна объявила о своём возвращении на конкурс в 2020 году. Это стало возможным после того, как БНТ достигло государственно-частного партнёрства с «Ligna Group» для финансирования участия. Впервые участие Болгарии в «Евровидении» включало в себя генерального спонсора — компанию «iCard». Представлять страну на «Евровидении-2020» должна была Виктория с песней «Tears Getting Sober», но 18 марта 2020 ЕВС официально отменил конкурс в связи с пандемией COVID-19. До тех пор Виктория с «Tears Getting Sober» была одним из фаворитов на победу и возглавляла рейтинг букмекеров. После отмены конкурса было объявлено, что Виктория представит Болгарию на конкурсе в 2021 году. Певица смогла выйти в финал 2-й раз с песней «Growing Up Is Getting Old».
14 октября 2022 года официальный аккаунт делегации Болгарии на конкурсе объявил, что Болгария не примет участие на конкурсе как в 2023 году, так и в будущих конкурсах тоже.

## Участники
Победитель
     Второе место
     Третье место
     Четвертое место
     Пятое место
     Последнее место
     Автоматический проход в финал
     Не прошла в финал
     Не участвовала или была дисквалифицирована
     Несостоявшееся участие
| Год                           | Место проведения | Исполнитель                        | Язык                   | Песня                       | Перевод                          | Финал           | Финал           | Полуфинал       | Полуфинал       |
| Год                           | Место проведения | Исполнитель                        | Язык                   | Песня                       | Перевод                          | Место           | Баллы           | Место           | Баллы           |
| ----------------------------- | ---------------- | ---------------------------------- | ---------------------- | --------------------------- | -------------------------------- | --------------- | --------------- | --------------- | --------------- |
| 2005                          | Киев             | «Kaffe»                            | Английский             | «Lorraine»                  | «Лоррейн»                        | Не прошли       | Не прошли       | 19              | 49              |
| 2006                          | Афины            | Мариана Попова                     | Английский             | «Let Me Cry»                | «Позволь мне плакать»            | Не прошла       | Не прошла       | 17              | 36              |
| 2007                          | Хельсинки        | Елица Тодорова и Стоян Янкулов     | Болгарский             | «Water»                     | «Вода»                           | 5               | 157             | 6               | 146             |
| 2008                          | Белград          | «Deep Zone Project» & DJ Balthazar | Английский             | «DJ, Take Me Away»          | «DJ, забери меня с собой»        | Не прошли       | Не прошли       | 11              | 56              |
| 2009                          | Москва           | Красимир Аврамов                   | Английский             | «Illusion»                  | «Иллюзия»                        | Не прошёл       | Не прошёл       | 16              | 7               |
| 2010                          | Осло             | Мирослав Костадинов                | Английский, болгарский | «Ангел си ти»               | «Ты ангел»                       | Не прошёл       | Не прошёл       | 15              | 19              |
| 2011                          | Дюссельдорф      | Поли Генова                        | Болгарский             | «На инат»                   | «Назло»                          | Не прошла       | Не прошла       | 12              | 48              |
| 2012                          | Баку             | Софи Маринова                      | Болгарский             | «Love Unlimited»            | «Любовь безгранична»             | Не прошла       | Не прошла       | 11              | 45              |
| 2013                          | Мальмё           | Елица Тодорова и Стоян Янкулов     | Болгарский             | «Само шампиони»             | «Только чемпионы»                | Не прошли       | Не прошли       | 12              | 45              |
| Не участвовала с 2014 по 2015 |                  |                                    |                        |                             |                                  |                 |                 |                 |                 |
| 2016                          | Стокгольм        | Поли Генова                        | Английский, болгарский | «If Love Was a Crime»       | «Если любовь была преступлением» | 4               | 307             | 5               | 220             |
| 2017                          | Киев             | Кристиан Костов                    | Английский             | «Beautiful Mess»            | «Красивый беспорядок»            | 2               | 615             | 1               | 403             |
| 2018                          | Лиссабон         | «EQUINOX»                          | Английский             | «Bones»                     | «Кости»                          | 14              | 166             | 7               | 177             |
| Не участвовала в 2019         |                  |                                    |                        |                             |                                  |                 |                 |                 |                 |
| 2020                          | Роттердам        | Виктория                           | Английский             | «Tears Getting Sober»       | «Слёзы становятся трезвыми»      | Конкурс отменён | Конкурс отменён | Конкурс отменён | Конкурс отменён |
| 2021                          | Роттердам        | Виктория                           | Английский             | «Growing Up is Getting Old» | «Взрослеть — значит стареть»     | 11              | 170             | 3               | 250             |
| 2022                          | Турин            | Intelligent Music Project          | Английский             | «Intention»                 | «Цель»                           | Не прошли       | Не прошли       | 16              | 29              |
| Не участвовала с 2023 по 2025 |                  |                                    |                        |                             |                                  |                 |                 |                 |                 |

## Фотогалерея

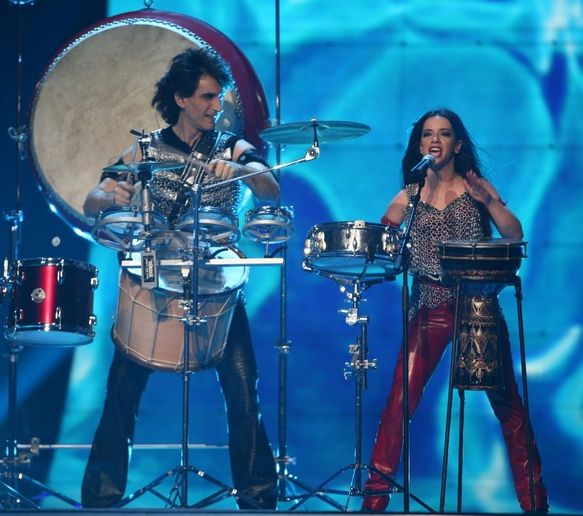
Елица Тодорова и Стоян Янкулов в Хельсинки Конкурс песни Евровидение 2007
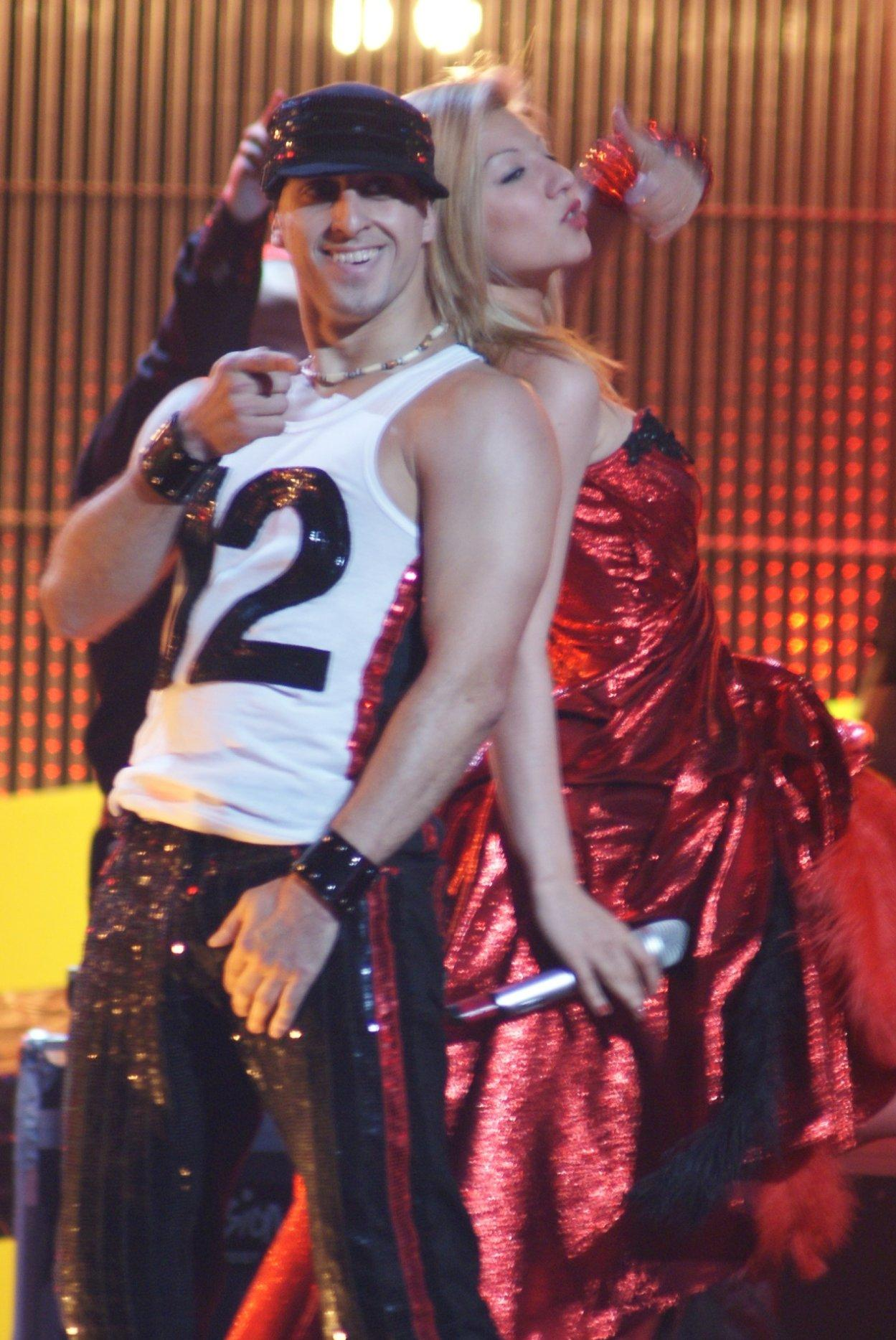
Deep Zone Project в Белграде Евровидение 2008
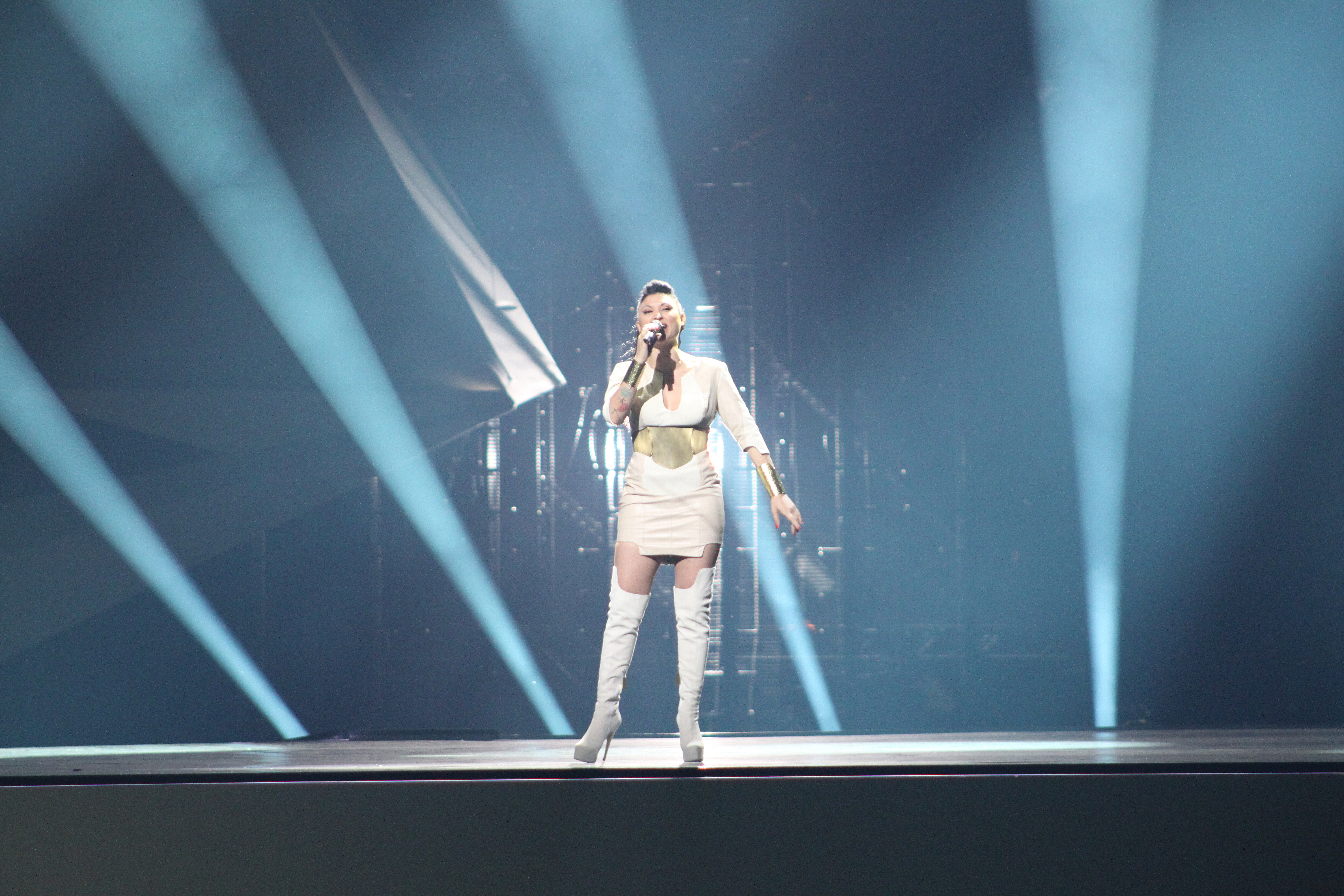
Софи Маринова в Баку Евровидение 2012
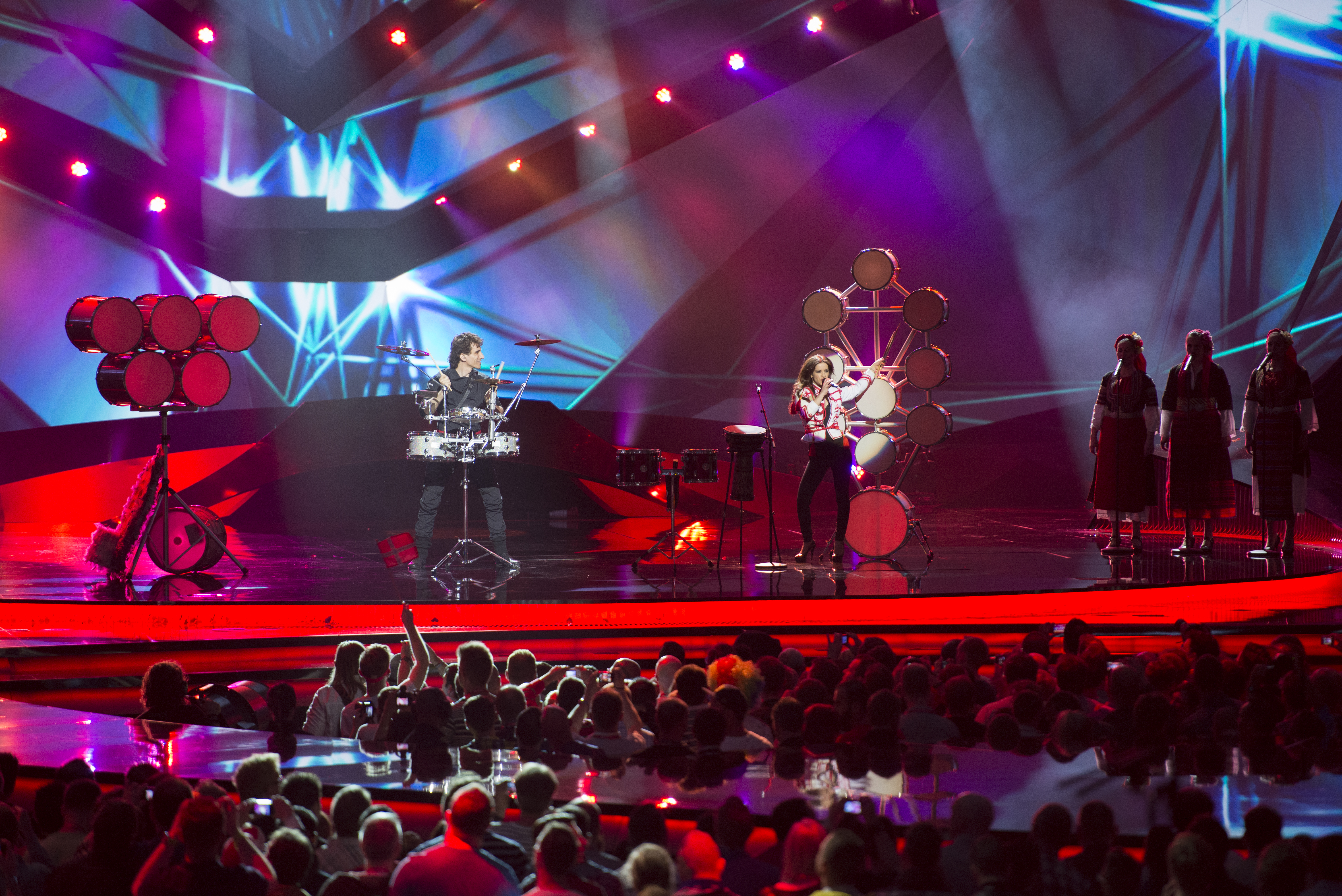
Елица Тодорова и Стоян Янкулов в Мальмё Евровидение 2013
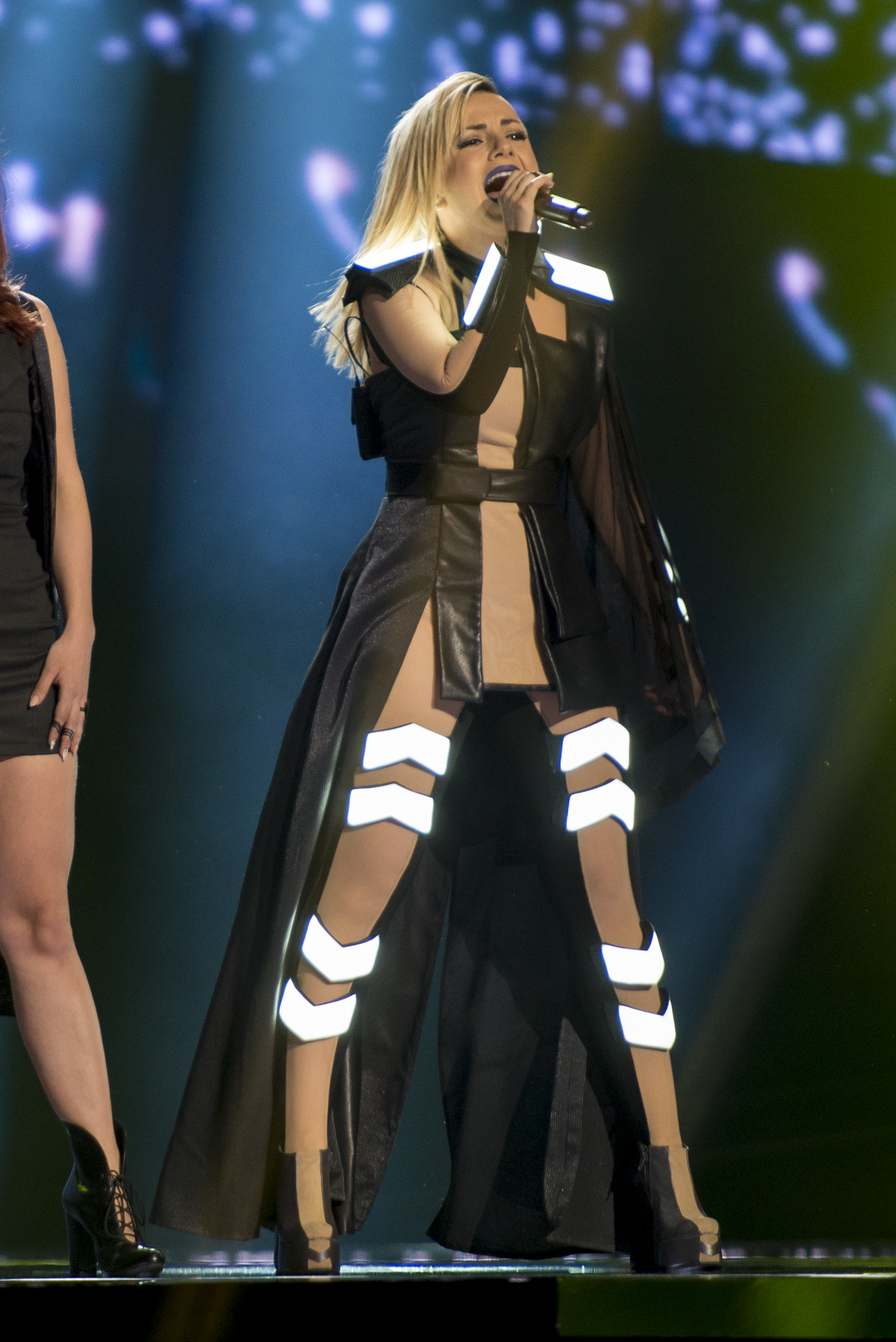
Поли Генова в Стокгольме Евровидение 2016
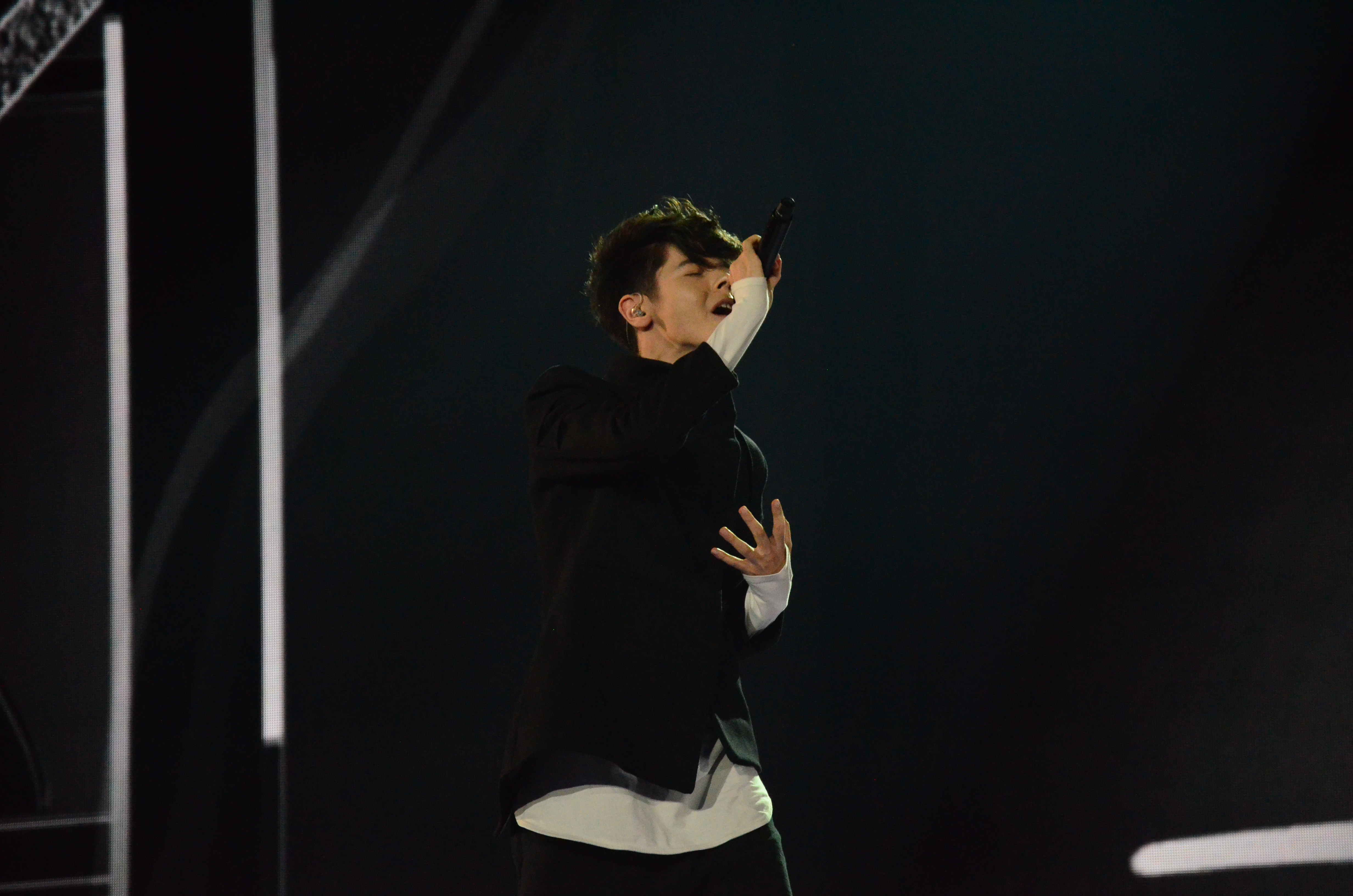
Кристиан Костов в Киеве Евровидение 2017
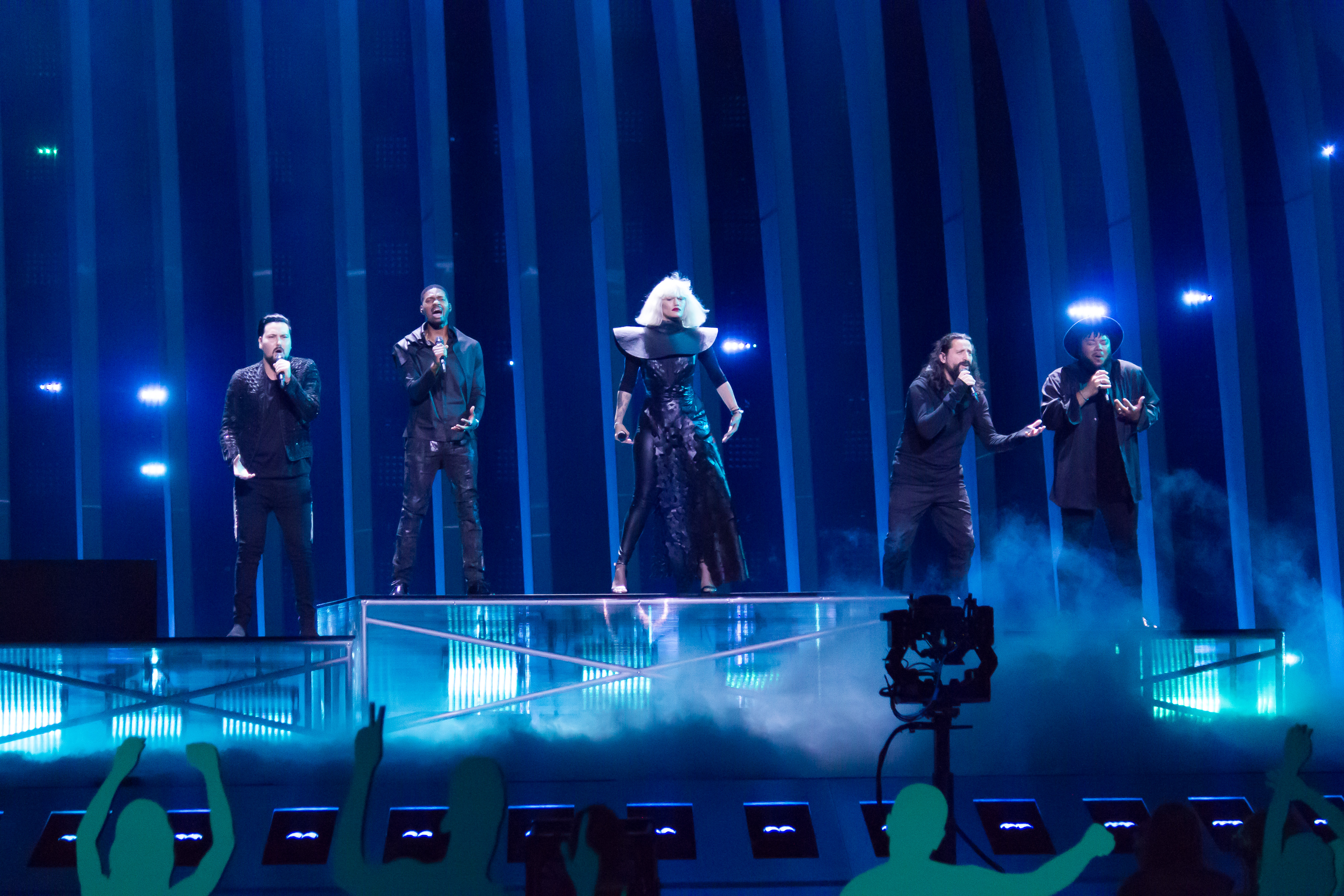
Equinox в Лиссабоне Евровидение 2018